# Ludvig I av Pfalz-Zweibrücken
Ludvig I den svarte av Pfalz-Zweibrücken, född 1424, död 19 juli 1489, son till Stefan av Pfalz och Anna av Veldenz.
Gift med Johanna av Croy (1435-1504).